# Recensement de la Grèce de 1828
Le recensement de la population de 1828 (en grec moderne : Ελληνική απογραφή του 1828) est le premier recensement de l'État grec nouvellement formé, dirigé par le gouverneur Ioánnis Kapodístrias. La population estimée de l'État nouvellement formé est de 753 400 habitants, alors que la population estimée en 1821 était de 938 765 habitants.

## Organisation
Dans ce premier recensement, la religion a également été enregistrée afin de distinguer la population grecque de la population turque. Un recensement du nombre de familles et du sexe des enquêteurs a également été réalisé.
Il est rapporté que Kapodístrias avait demandé la compilation de tableaux avec les informations suivantes : nombre d'habitants, religion des dénombrés (chrétiens et turcs), propriétaires terriens, ceux qui cultivaient les terres nationales, occupation, nombre et valeur des anciens domaines turcs, le nombre d'écoles, le nombre d'élèves/enseignants des écoles, le nombre d'églises et de monastères.

## Résultats
Ce recensement indique une population de 753 400 habitants en Grèce, qui se composait alors du Péloponnèse et de quelques îles.